# Dedebağ
Dedebağ (kurd. Bağin oder Baxin) ist ein verlassener Weiler (Mezra) im Landkreis Mazgirt in der türkischen Provinz Tunceli, an der Grenze zur Provinz Elazığ. Er gehörte zum Dorf Akdüven (kurd. Faraç). Die Siedlung wurde in den 1990er Jahren im Zuge des bewaffneten Kampfes der PKK aufgegeben. Landesweite Bekanntschaft erhielt die Siedlung am 22. Oktober 1992, als die PKK das Dorf überfiel und 11 oder 12 Menschen hinrichtete. 
In der Nähe der ehemaligen Siedlung befinden sich das Bağın Kalesi, eine Burgruine aus der Zeit Königs Menuas (Urartu) und eine heiße Quelle, die sogenannte Dedebağ oder Bağın Kaplıcası. Beide Sehenswürdigkeiten befinden sich am Ufer des Flusses Peri Çayı (Peri Suyu).
In früheren Jahrhunderten hieß die Siedlung "Baghin", "Bağhin" oder "Baghnadoon".